# Oxandra riedeliana
Oxandra riedeliana R.E.Fr. – gatunek rośliny z rodziny flaszowcowatych (Annonaceae Juss.). Występuje naturalnie w Peru oraz Brazylii (w stanach Acre, Amazonas i Pará). 

## Morfologia
PokrójZimozielone drzewo dorastające do 15 m wysokości.
LiścieMają kształt od lancetowatego do romboidalnie lancetowatego. Mierzą 8–12 cm długości. Nasada liścia jest klinowa. Blaszka liściowa jest całobrzega o wierzchołku od tępego do spiczastego.
KwiatySą siedzące, zebrane w pęczki, rozwijają się w kątach pędów. Działki kielicha mają owalny kształt i dorastają do 1 mm długości. Płatki mają kształt od eliptycznego do podłużnie eliptycznego i osiągają do 1 mm długości.
OwocePojedyncze, o kształcie od kulistego do elipsoidalnego.